# Israel Hedenius
Per Arvid Israel Hedenius, född den 19 juli 1868, död den 10 april 1932, var en svensk läkare. Han var son till Per Hedenius samt far till Ingemar och Per Hedenius.

## Biografi
Hedenius blev medicine doktor i Uppsala 1900, var docent i invärtes medicin vid Karolinska Institutet 1903-1914, blev överläkare vid Sankt Eriks sjukhus 1909, vid Maria sjukhus 1918 och från 1919 vid Sabbatsbergs sjukhus medicinska avdelning, professors titel 1923. Han blev förste livmedikus och var bland annat ledamot av Medicinalstyrelsens vetenskapliga råd 1924-1927. Hedenius var ordförande för Sveriges Läkarförbund och ledamot av Stockholms stadsfullmäktige. Hedenius utgav ett flertal vetenskapliga arbeten rörande njur-, lung-, blod-, och reumatiska sjukdomar, samt en kortfattad lärobok i terapi för invärtes medicin.
Han var gift från 1905 med Anna Bergh (1874–1959) som kom från en norsk högreståndsfamilj. Paret fick tre barn: Per (1905), Ingemar (1908) och Ann Marie (1909).

## Utmärkelser
- Konung Gustaf V:s jubileumsminnestecken med anledning av 70-årsdagen, 1928.[4]
- Kommendörer av andra klassen av Nordstjärneorden, 10 december 1926.[5]
- Riddare av Nordstjärneorden, 1916.[6]
- Storofficer av Lettiska Tre Stjärnors orden, tidigast 1928 och senast 1931.[4][7]
- Kommendör av första klassen av Spanska Civilförtjänstorden, tidigast 1928 och senast 1931.[4][7]
- Officer av Franska Hederslegionen, tidigast 1921 och senast 1925.[8][9]